# ShanghART
ShanghART（シャン・アート） は、上海市に本店を置く現代アートギャラリーである。

## 概要
上海市に本店を含む2店舗を有するほか、北京、シンガポールにも拠点を構えている。中国を代表する現代アートギャラリーとして、アート・バーゼル (バーゼル、香港) やFIAC (パリ) など、多数の国際アートフェアに出展している。

## 沿革
スイス人のロレンツ・ヘルブリング (Lorenz Helbling、 スイス・ブルック生まれ) が1996年に創立した。スイスの大学で中国史と映画を専攻していた彼は、1985年に復旦大学に交換留学した。その後スイスへ帰国し大学を卒業、就職するも、再び1992年に上海へ渡り、同時に関心を映画から美術へと移し、アートビジネスを始めた。開業当初は自前のスペースがなく、ザ・ポートマン・リッツ・カールトンホテル内の廊下を借りての営業していたが、ホテル内での売り上げはほとんど皆無に近かった。本格的な活動を始動したのは1999年ごろだったが、現代アート中国の2000年には厳しいセレクションを通過して「アート・バーゼル」に初出展し、2005年の「International Art Galleries」（デュモン社刊）では中国で唯一取り上げられるなど、中国の現代アートシーンの草分け的存在として、また香港を含む中国の現代アートギャラリーを代表する存在として認識されるようになる。2005年には、上海のアートシーンのメッカであるM50 (莫干山路50号) に移転し、1,200㎡を有するギャラリーを運営。同地の中心的存在となっている。2008年には北京に、2012年にはシンガポールにも進出したほか、2016年には上海での2拠点目となる店舗を西岸地区の西岸芸術センターにオープンした。

## 店舗
ShnaghARTは現在、4店舗を展開している。
- ShangART 上海
  - 上海市西岸地区に2016年にオープン。
- ShanghART M50
  - 上海市M50 (莫干山路50号)に2005年にオープン。
- ShangART 北京
  - 2008年オープン。
- ShangART シンガポール
  - 2012年オープン。